# Karl-Johan Gezelius
Karl-Johan Gezelius, född 19 oktober 1866 i Kungsåra socken, död 15 november 1947 i Örgryte församling, var en svensk läkare.
Karl-Johan Gezelius var son till kyrkoherden Lars Gezelius. Han blev student vid Uppsala universitet 1885, medicine kandidat 1892 och medicine licentiat 1897. Efter förordnanden, bland annat i medicin vid Akademiska sjukhuset i Uppsala 1897–1899, var han andre läkare vid Sahlgrenska sjukhuset i Göteborg 1899–1900 och förste stadsläkare där 1901–1931. Åren 1922–1932 var han tillförordnad karantänsläkare vid Känsö och 1923–1932 observationsläkare i Göteborgs hamn. Han företog talrika utländska studieresor, delvis på offentligt uppdrag och räknades som en av samtidens främsta svenska experter inom hygien och epidemibekämpning. Gezelius innehade även ett flertal allmänna och enskilda uppdrag och var bland annat stadsfullmäktig i Göteborg 1903–1910, ordförande i hälsovårdsnämndens andra avdelning 1920–1929, ledamot av styrelsen för Göteborgssystemet 1907–1938 och ordförande i Göteborgs konstförening 1914–1927. Han utgav bland annat Gesalasläktens ättebalk (2-3, 1940; del 1 i Västmanlands fornminnesförenings årsskrift 1945) och Släkten Sahlgren från Göteborg (1941).